# Campeonato Juvenil Europeo de Go
El campeonato juvenil Europeo de Go (EYGC) es un campeonato para jugadores jóvenes del juego de mesa de Go. Se celebra anualmente, y comenzó en Băile Felix, Rumanía en 1996. Algunos de los ganadores, como Diána Kőszegi, desde entonces ha progresado hasta convertirse en jugadores profesionales de Go.
El Campeonato estuvo dividido a 2 secciones hasta que 2010, que pasó a estar dividió en 3 grupos en función de la edad.
En este evento se puede ver el futuro Go europeo, como en Ilya Shikshin o Artem Kachanovsky, respectivamente primero y segundo en el adulto 2010 Campeonato Europeo de Go (EGC).

## Historia
En su muy primer año, el grupo sub-18 ganaron: Csaba Mero, y los futuros jugadores profesionales Svetlana Shikshina 2º y Alexandre Dinerchtein 3º.

## Notables ganadores
Otros jugadores jóvenes ganaron competiciones senior posteriores.
El ganador sub-12 en 2000 y 2001, Ilya Shikshin, ganó el campeonato europeo de adulto, en 2007 y 2010.
Los ganadores sub-18 quienes más han progresado son Csaba Mero, Alexandr Dinerchtein (récord siete veces ganador del adulto EGC) y Diána Kőszegi.

## Premios
De 2010 en adelante, estos están divididos en 3 secciones. Son para sub-12, sub-16 y sub-18.

### Sub-12
| Año  | Ganador                | Segundo             | Tercer               | Lugar           |
| ---- | ---------------------- | ------------------- | -------------------- | --------------- |
| 1996 | Antoine Fenech         | Cosmin Mutu         | Csaba Marton         | Băile Felix     |
| 1997 | Antoine Fenech         | Vasilii Shvedov     | Colega Balogh        | Bratislava      |
| 1998 | Ondrej Limo            | Tommy Hollmann      | Natalia Kovaleva     | Cannes          |
| 1999 | Natalia Kovaleva       | Timour Dougine      | Mykhailo Shechuk     | Cannes          |
| 2000 | Ilya Shikshin          | Mykola Glischenko   | Rita Pocsai          | Sinaia          |
| 2001 | Ilya Shikshin          | Jan Prokop          | Mykola Glischenko    | Ustron          |
| 2002 | Andrej Kravec          | Andrej Kashaev      | Artem Kachanovsky    | Praga           |
| 2003 | Ihor Zaytsev           | Artem Kachanovsky   | Miroslav Sos         | Cannes          |
| 2004 | Rafael Samakaev        | Thomas Debarre      | Amir Fragman         | Colonia         |
| 2005 | Mihai Serban           | Joshua Chao         |                      | Kosice          |
| 2006 | Joshua Chao            | Alexandre Matushkin |                      | San Petersburgo |
| 2007 | Toma Theodor           | Chun-Yin Woo        | Alexandre Vashurov   | Zandvoort       |
| 2008 | Jurij Mykhaljuk        | Nikita Khabazov     | Romano Koroljov      | Mikulov         |
| 2009 | Mikhail Sidorenko      | Dmitri Miliukyn     | Dmitrij Medvedev     | Bania Luka      |
| 2010 | Anson Ng               | Alexandru Pitrop    | Silvestru Estado     | Sibiu           |
| 2011 | Vladysl Verteleckyi    | Stepan Popov        | Valle Krusheknytskyi | Brno            |
| 2012 | Valerij Krusheknytskyi | Silvestru Estado    | Valerij Kulishov     | San Petersburgo |
| 2013 | Valerij Krusheknytskyi | Valerij Kulishov    | Kim Shakhov          | Budapest        |
| 2014 | Oscar Vazquez          | Denis Dobranis      | Arved Pittner        | Bognor Regis    |
| 2015 | Denis Dobranis         | Arved Pittner       | Virzhinia Shalneva   | Zandvoort       |

### Sub-16
| Año  | Ganador                | Segundo              | Tercer                 | Lugar           |
| ---- | ---------------------- | -------------------- | ---------------------- | --------------- |
| 2010 | Mateusz Surma          | Vanessa Wong         | Jurij Mykhaljuk        | Sibiu           |
| 2011 | Mateusz Surma          | Vanessa Wong         | Alexander Vashurov     | Brno            |
| 2012 | Yurii Mykhalyuk        | Stepan Popov         | Alexandru-Petre Pitrop | San Petersburgo |
| 2013 | Stepan Popov           | Silvestru Estado     | Vjacheslav Kajmin      | Budapest        |
| 2014 | Alexandru-Petre Pitrop | Grigorij Fionin      | Vjacheslav Kajmin      | Bognor Regis    |
| 2015 | Vjacheslav Kajmin      | Valle Krusheknytskyi | Stepan Popov           | Zandvoort       |

### Sub-18
| Año  | Ganador           | Segundo            | Tercer                | Lugar           |
| ---- | ----------------- | ------------------ | --------------------- | --------------- |
| 1996 | Csaba Mero        | Svetlana Shikshina | Alexandre Dinerchtein | Băile Felix     |
| 1997 | Dmitri Bogatskii  | Jonas Fincke       | Paul Drouot           | Bratislava      |
| 1998 | Dmitri Bogatskii  | Diana Koszegi      | Martin Kuzela         | Cannes          |
| 1999 | Andrei Kulkov     | Diana Koszegi      | Merlijn KUIN          | Cannes          |
| 2000 | Diana Koszegi     | Andrei Kulkov      | Timur Dugin           | Sinaia          |
| 2001 | Colega Balogh     | Diana Koszegi      | Ondrej Limo           | Ustron          |
| 2002 | Colega Balogh     | Timur Dugin        | Oleg Mezhov           | Praga           |
| 2003 | Ilya Shikshin     | Timur Dugin        | Antoine Fenech        | Cannes          |
| 2004 | Ondrej Limo       | Ilya Shikshin      | Igor Nemliy           | Colonia         |
| 2005 | Timur Dugin       | Bohdan Zhurakovsky | Jun Tarumi            | Košice          |
| 2006 | Ilya Shikshin     | Rita Pocsai        | Thomas Debarre        | San Petersburgo |
| 2007 | Artem Dugin       | Dusan Mitic        | Ondrej Fidrmuc        | Zandvoort       |
| 2008 | Artem Kashanovsky | Thomas Debarre     | Javier-Un. Savolainen | Míkulov         |
| 2009 | Ali Jabarin       | Artem Kachanovsky  | Nikola Mitic          | Bania Luka      |
| 2010 | Mihai Serban      | Romano Ruzhansky   | Laura Avram           | Sibiu           |

### Sub-20
A partir del 2011 en el campeonato en Brno, se cambió la categoría sub-18 por sub20.
| Año  | Ganador       | Segundo            | Tercer            | Lugar           |
| ---- | ------------- | ------------------ | ----------------- | --------------- |
| 2011 | Pavol Lisy    | Ali Jabarin        | Lukas Kraemer     | Brno            |
| 2012 | Lukas Podpera | Alexander Vashurov | Alexander Eerbeek | San Petersburgo |
| 2013 | Pavol Lisy    | Ali Jabarin        | Lukas Podpera     | Budapest        |
| 2014 | Lukas Podpera | Jonas Welticke     | Tanguy Le_Calve   | Bognor Regis    |
| 2015 | Pavol Lisy    | Lukas Podpera      | Tanguy Le_Calve   | Zandvoort       |